# ثعلب جزيرة تشيرونوبو
ثعلب جزيرة تشيرونوبو (باليابانية: チロヌップのきつね، بالروماجي: Chironuppu no kitsune) (بالإنجليزية: The Foxes of Chironup Island)‏ هو فيلم أنمي ياباني من إخراج سيجي أريهارا ومن إنتاج استوديو موشي برودكشن عرض في 7 يوليو عام 1987، وبلغت مدتة 90 دقيقة.

## القصة
تدور أحداث القصة في جزيرة خيالية تسمى "تشيرونوب" في شمال اليابان، عن ثعلب اسمه كينغ الذي ولد مع أخته في نفس الوقت الذي تتفتح فيه أزهار الكرز العنكبوتية في الربيع. من أب اسمه كين و أم اسمها تشين وعاشوا في سلام. وفي موسم الخريف من كل عام، يأتي زوجان عجوزان من الصيادين لقطف الأعشاب البحرية. والتقيا بكورو وكينغ اللذان انفصلا عن والديهما، ثم أحبوهما مثل أطفالهما. وفي أحد الأيام، التقى الزوجان العجوزان بالصدفة بوالدي كورو كينغ في الغابة. وعلى الرغم من حبهما الشديد للثعلبين، إلا أنهما قررا السماح لهما بالعودة إلى والديهما.

## الأداء الصوتي
| الشخصية             | الأداء الصوتي   | الاسم الياباني |
| ------------------- | --------------- | -------------- |
| تشين (والدة الثعلب) | ميكيكو أوتوناشي | (チン،Chin)    |
| كين (والد الثعلب)   | تسوتومو ساساكي  | (ケン، Ken)    |
| كورو (الأبنة)       | شينوبو آداتشي ‏  | (コロ، Koro)   |
| كانغ (الابن)        | هيرومي إيشيكاوا | (カン،Kang)    |
| صياد السمك          | ريوجي سايكاتشي ‏ |                |
| زوجة صياد السمك     | هيساكو كيودا    |                |

## وصلات خارجية
- ثعلب جزيرة تشيرونوبو على موقع IMDb (الإنجليزية)
- ثعلب جزيرة تشيرونوبو على موقع قاعدة بيانات الفيلم (الإنجليزية)
- ثعلب جزيرة تشيرونوبو على موقع ليتربوكسد (الإنجليزية)